# Das Buch der Bilder

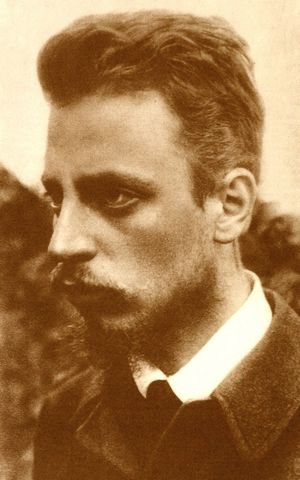
Rainer Maria Rilke, Foto, um 1900

Das Buch der Bilder ist der Titel einer Sammlung von Gedichten von Rainer Maria Rilke. Die erste Auflage erschien 1902 und umfasste 45 Gedichte. Ihr folgte 1906 eine zweite, um 37 Gedichte erweiterte, formal und inhaltlich wesentlich veränderte Ausgabe.
Während die erste Fassung nicht mehr gedruckt wurde, erlebte die zweite viele Neuauflagen. Editorisch maßgebend war schließlich die fünfte, 1913 im Insel Verlag übernommene Auflage.
Die Gerhart Hauptmann „in Liebe und aus Dankbarkeit für Michael Kramer“ gewidmete Sammlung gilt als bedeutendes Werk des Impressionismus und bildet einen Übergang zwischen der gefühls- und stimmungsbetonten frühen Phase Rilkes und seinen Neuen Gedichten.

## Entstehung

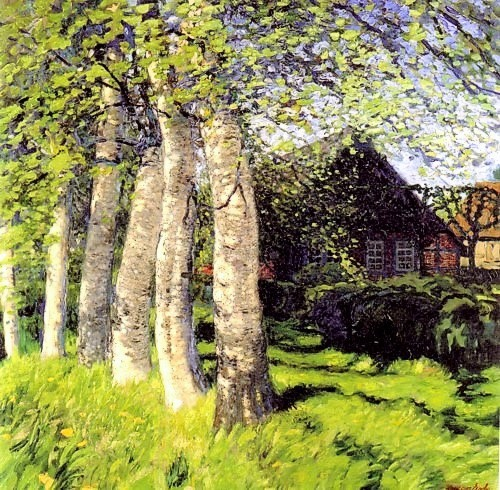
Gemälde Frühling in Worpswede, 1900, von Hans am Ende

Die auf lediglich 500 Exemplare limitierte erste Auflage erschien im Axel Juncker Verlag und war ein auch optisch durchkomponiertes Werk. Sie war vollständig in Majuskeln gedruckt, nicht paginiert und trug eine Federzeichnung Heinrich Vogelers als Titelvignette: eine Fontäne in einer stilisierten Parkanlage. Seinem Verleger Axel Juncker gegenüber begründete Rilke dies, indem er nachdrücklich auf die Verbindung zwischen Inhalt und äußerer Form hinwies. Das Charakteristische der Verse werde durch das „Stehen, Monumentalwerden auch der kleinsten Worte…“ deutlich. Es gebe „nichts Unwichtiges, nichts Unfestliches da“.
Die meisten der 45 Gedichte der ersten Sammlung, die Rilke zwischen 1897 und 1901 schrieb, entstanden in Berlin-Schmargendorf und Worpswede.
Während seiner Zeit in Berlin schrieb Rilke auch an der Weißen Fürstin, dem Cornet und dem Stunden-Buch, in das Erfahrungen während der zwei Russlandreisen mit Lou Andreas-Salomé eingingen.
Seine erste Reise von 1899 verarbeitete er in einigen Gedichten, die sich im Buch der Bilder finden. Vor allem die Verse, in denen er sakrale Motive aufgreift, verbinden den Band mit dem religiösen Zyklus.
Im Herbst 1900 verbrachte er einige Monate in der Künstlerkolonie Worpswede und lernte dort die Bildhauerin Clara Westhoff kennen, die er am 28. April 1901 heiratete. Auch deren Freundin Paula Modersohn-Becker lernte er kennen und widmete ihr im Gedichtband eine kurze Strophe. Viele seiner dortigen Erlebnisse, die er ausführlich seinen Tagebüchern anvertraute, gingen in Gedichtentwürfe für die erste Ausgabe ein.
Im Mai und Juni 1906 ergänzte Rilke den Zyklus um 37 Gedichte, änderte die Reihenfolge der einzelnen Werke und vereinfachte das Druckbild. Er verzichtete auf die Vignette und die durchgehenden Großbuchstaben und ließ den Text nun in Fraktur und nicht mehr Majuskeln setzen. Seinem Verleger Axel Juncker schrieb er Weihnachten 1906, es sei eine inhaltlich neue und „sehr charakteristische Einheit entstanden, ein wirklich neues Buch“.

## Besonderheiten
Die meisten der älteren Texte finden sich im ersten Teil des ersten Buches und umkreisen Figuren wie Mädchen und Kinder, Engel und Heilige. Für die zweite Auflage verschob Rilke die Gedichte mit religiösen Motiven in den ersten Teil des zweiten Buches.
Die Werke der ersten Auflage erinnern noch stark an die des 1899 erschienenen Bandes Mir zur Feier. Formal zeigt sich dies an Rilkes typischer und virtuoser Verwendung lautmalerischer Mittel wie Alliterationen und Assonanzen sowie der Gefühlsbetonung des lyrischen Ichs, inhaltlich hingegen durch Motive wie „Ritter“, „Mondnacht“ und „Mädchenmelancholie“, die er im Stil der Neuromantik wieder aufnahm.
Vergleichbar mit der zweiten Fassung der Weißen Fürstin versuchte Rilke mit der neuen Ausgabe, eine Brücke zwischen den frühen und mittleren Werken zu schlagen, indem er an sein bisheriges Schaffen anknüpfte, es erweiterte und abwandelte und so seiner veränderten Poetik anpasste.
Als er sich anschickte, die Sammlung zu ergänzen, erkannte er, dass sich nicht sämtliche der mittlerweile entstandenen Verse in den Gedichtband integrieren ließen. So schrieb er seiner Frau Clara am 1. Februar 1906, dass sich unter der Auswahl für das neue Buch der Bilder die Gedichte befinden, „die noch nicht zu den nächsten, dem Panther ebenbürtigen, gezählt werden können“.
Auf diese Weise erhielt die zweite Fassung des Buches noch eine weitere Bedeutung: Da sie sich mit der Entstehung der Neuen Gedichte überschnitt, konnte er die Verse in ihr versammeln, die nicht mehr der Ästhetik der neuen Dinglyrik entsprachen.